# Liga Mistrzów w piłce siatkowej (2010/2011)
Liga Mistrzów siatkarzy 2010/2011 (oficjalna nazwa: 2010/2011 CEV Volleyball Champions League) - 11. sezon Ligi Mistrzów rozgrywanej od 2000 roku (52. turniej ogólnie, wliczając Puchar Europy Mistrzów Krajowych), organizowanej przez Europejską Konfederację Piłki Siatkowej (CEV) w ramach europejskich pucharów dla 24 męskich klubowych zespołów siatkarskich "starego kontynentu". 
Turniej finałowy rozegrany zostanie w dniach 26-27 marca 2011 roku w Bolzano we Włoszech.

## System rozgrywek
- 24 drużyny rozlosowane zostały do sześciu grup (A-F). W każdej grupie znalazły się po 4 drużyny. Awans do fazy pucharowej uzyskały po dwa najlepsze zespoły z każdej grupy i jeden najlepszy, który zajął trzecie miejsce. 4 najlepsze kluby, które nie awansowały do dalszej fazy, oddelegowane zostały do rundy Challenge Pucharu CEV.
- Rywalizacja rundzie dwunastu i rundzie sześciu toczyć się będzie w parach na zasadzie dwumeczów (mecz i rewanż). Według regulaminu o zwycięstwie w dwumeczu decydują kolejno: liczba wygranych meczów, zwycięstwo w złotym secie rozgrywanym do 15 punktów.
- Po rundzie sześciu rozegrany zostanie turniej finałowy, w którego skład wchodzą półfinały, mecz o 3. miejsce i finał.

## Podział miejsc w rozgrywkach
W edycji 2010/2011 Ligi Mistrzów wezmą udział 24 zespoły z 14 federacji siatkarskich zrzeszonych w CEV. Liczba drużyn uczestniczących w Lidze Mistrzów ustalona została na podstawie rankingu CEV dla europejskich rozgrywek klubowych.
Liczba zespołów kwalifikujących się do Ligi Mistrzów w sezonie 2010/2011:
- 3 drużyny z federacji zajmującej miejsce 1 w rankingu,
- 2 drużyny z każdej z federacji zajmujących miejsca 2–7 w rankingu,
- 1 drużyna z każdej z federacji zajmujących miejsca 8–14 w rankingu,
- 2 dzikie karty przyznawane przez CEV.

Prawo udziału w rozgrywkach można uzyskać poprzez:
- zajęcie odpowiedniego miejsca w rozgrywkach ligowych,
- zdobycie pucharu kraju.

Każda federacja miała prawo wyboru jednej z trzech opcji, aby wyłonić uczestników rozgrywek.
| Miejsce w rankingu | Federacje                                                            | Opcja | Rozkład drużyn   | Rozkład drużyn     | Rozkład drużyn     | Uwagi                                                                                                  |
| ------------------ | -------------------------------------------------------------------- | ----- | ---------------- | ------------------ | ------------------ | --- |
| 1                  | Włochy                                                               | A     | mistrz kraju     | następny najlepszy | następny najlepszy | w mistrzostwach kraju                                                                                  |
| 1                  | Włochy                                                               | B     | mistrz kraju     | następny najlepszy | następny najlepszy | jeśli mistrz lub wicemistrz kraju jest również zdobywcą pucharu kraju                                  |
| 1                  | Włochy                                                               | C     | mistrz kraju     | następny najlepszy | zdobywca pucharu   | jeśli zdobywca pucharu zajął miejsce w lidze nieupoważniające do gry w Lidze Mistrzów (tj. 4 i niższe) |
| 2-7                | Rosja • Grecja • Polska • Francja • Belgia • Niemcy                  | A     | mistrz kraju     | następny najlepszy |                    | w mistrzostwach kraju                                                                                  |
| 2-7                | Rosja • Grecja • Polska • Francja • Belgia • Niemcy                  | B     | mistrz kraju     | następny najlepszy |                    | jeśli mistrz lub wicemistrz kraju jest również zdobywcą pucharu kraju                                  |
| 2-7                | Rosja • Grecja • Polska • Francja • Belgia • Niemcy                  | C     | mistrz kraju     | zdobywca pucharu   |                    | jeśli zdobywca pucharu zajął miejsce w lidze nieupoważniające do gry w Lidze Mistrzów (tj. 3 i niższe) |
| 8-14               | Hiszpania • Turcja • Austria • Holandia • Słowenia • Serbia • Czechy | A     | mistrz kraju     |                    |                    | |
| 8-14               | Hiszpania • Turcja • Austria • Holandia • Słowenia • Serbia • Czechy | B     | zdobywca pucharu |                    |                    | jeśli mistrz kraju jest również zdobywcą pucharu kraju                                                 |

25 czerwca 2010 roku odbyła się gala w UNIQA Tower w Wiedniu, podczas której rozlosowano grupy Ligi Mistrzów.
14 stycznia 2011 roku w Luksemburgu rozlosowano pary 1/12 finału i ustalono dalszą drabinkę rozgrywek. Ogłoszono, iż Final Four odbędzie się w Bolzano we Włoszech w dniach 26-27 marca, a gospodarzem turnieju będzie Trentino BetClic.

## Drużyny uczestniczące
| Państwo    | Drużyna                                                                      |
| ---------- | ---------------------------------------------------------------------------- |
| Włochy     | Bre Banca Lannutti Cuneo (L1) Trentino BetClic (L2 + P1) Sisley Treviso (L3) |
| Rosja      | Zenit Kazań (L1 + P1) Lokomotiw Biełgorod (L2) Dinamo Moskwa (L3; w/c)       |
| Polska     | PGE Skra Bełchatów (L1) Jastrzębski Węgiel (L2 + P1)                         |
| Grecja     | Olympiakos SFP (L1) Panathinaikos AO (L2 + P1)                               |
| Francja    | Tours VB (L1 + P1) AS Cannes (L2)                                            |
| Belgia     | Knack Randstad Roeselare (L1) Noliko Maaseik (L2 + P1)                       |
| Hiszpania  | CAI Voleibol Teruel (L1)                                                     |
| Niemcy     | VfB Friedrichshafen (L1) Generali Haching (L2 + P1)                          |
| Austria    | Hypo Tirol Volleyballteam (L1)                                               |
| Turcja     | Fenerbahçe (L1)                                                              |
| Czechy     | VK Jihostroj České Budějovice                                                |
| Serbia     | Radnički Kragujevac (L1)                                                     |
| Rumunia    | Remat Zalău (L1; w/c)                                                        |
| Czarnogóra | Budvanska Rivijera Budva (L1 + P1; w/c)                                      |
| Słowenia   | ACH Volley Bled (L1 + P1)                                                    |
| Bułgaria   | CSKA Sofia (L1 + P1; w/c)                                                    |

## Rozgrywki

### Faza grupowa
awans do fazy play-off
     Pucharu CEV (runda Challenge)

#### Grupa A
Tabela 
| Lp. | Drużyna          | Pkt | Mecze | Mecze   | Mecze   | Sety | Sety | Sety  | Małe punkty | Małe punkty | Małe punkty |
| Lp. | Drużyna          | Pkt | M     | W (3:2) | P (2:3) | wyg. | prz. | ratio | zdob.       | str.        | ratio       |
| --- | ---------------- | --- | ----- | ------- | ------- | ---- | ---- | ----- | ----------- | ----------- | ----------- |
| 1   | Zenit Kazań      | 13  | 6     | 4 (1)   | 2 (2)   | 16   | 8    | 2.000 | 548         | 477         | 1.149       |
| 2   | Generali Haching | 11  | 6     | 3 (0)   | 3 (2)   | 13   | 10   | 1.300 | 513         | 496         | 1.034       |
| 3   | CSKA Sofia       | 7   | 6     | 3 (3)   | 3 (1)   | 11   | 15   | 0.733 | 518         | 567         | 0.914       |
| 4   | AS Cannes        | 5   | 6     | 2 (2)   | 4 (1)   | 9    | 16   | 0.563 | 527         | 566         | 0.931       |

Źródło: cev.lu
Punktacja: 3:0 i 3:1 – 3 pkt; 3:2 – 2 pkt; 2:3 – 1 pkt; 1:3 i 0:3 – 0 pkt
Zasady ustalania kolejności: 1. liczba punktów; 2. stosunek setów; 3. stosunek małych punktów; 4. bilans w bezpośrednich meczach
Wyniki spotkań
| Data       | Drużyna 1        | Wynik | Drużyna 2        | 1     | 2     | 3     | 4     | 5     | * |
| ---------- | ---------------- | ----- | ---------------- | ----- | ----- | ----- | ----- | ----- | - |
| 16.11.2010 | AS Cannes        | 0:3   | Zenit Kazań      | 22:25 | 20:25 | 21:25 |       |       |   |
| 17.11.2010 | Generali Haching | 3:0   | CSKA Sofia       | 25:18 | 25:18 | 25:14 |       |       |   |
| 24.11.2010 | Zenit Kazań      | 3:0   | Generali Haching | 25:14 | 25:18 | 25:21 |       |       |   |
| 24.11.2010 | CSKA Sofia       | 3:2   | AS Cannes        | 21:25 | 25:17 | 27:25 | 18:25 | 15:6  |   |
| 08.12.2010 | Generali Haching | 3:1   | AS Cannes        | 25:27 | 25:20 | 25:18 | 25:19 |       |   |
| 08.12.2010 | CSKA Sofia       | 3:2   | Zenit Kazań      | 25:23 | 16:25 | 25:23 | 22:25 | 15:10 |   |
| 15.12.2010 | Zenit Kazań      | 3:0   | CSKA Sofia       | 25:8  | 25:19 | 25:23 |       |       |   |
| 14.12.2010 | AS Cannes        | 0:3   | Generali Haching | 24:26 | 21:25 | 24:26 |       |       |   |
| 05.01.2011 | AS Cannes        | 3:2   | CSKA Sofia       | 20:25 | 25:19 | 22:25 | 25:15 | 16:14 |   |
| 05.01.2011 | Generali Haching | 2:3   | Zenit Kazań      | 25:20 | 23:25 | 22:25 | 25:22 | 8:15  |   |
| 12.01.2011 | Zenit Kazań      | 2:3   | AS Cannes        | 25:20 | 23:25 | 24:26 | 25:19 | 13:15 |   |
| 12.01.2011 | CSKA Sofia       | 3:2   | Generali Haching | 23:25 | 25:22 | 23:25 | 25:23 | 15:10 |   |

#### Grupa B
Tabela 
| Lp. | Drużyna                  | Pkt | Mecze | Mecze   | Mecze   | Sety | Sety | Sety  | Małe punkty | Małe punkty | Małe punkty |
| Lp. | Drużyna                  | Pkt | M     | W (3:2) | P (2:3) | wyg. | prz. | ratio | zdob.       | str.        | ratio       |
| --- | ------------------------ | --- | ----- | ------- | ------- | ---- | ---- | ----- | ----------- | ----------- | ----------- |
| 1   | Noliko Maaseik           | 15  | 6     | 5 (0)   | 1 (0)   | 15   | 7    | 2.143 | 522         | 462         | 1.130       |
| 2   | Bre Banca Lannutti Cuneo | 14  | 6     | 5 (1)   | 1 (0)   | 16   | 6    | 2.667 | 520         | 439         | 1.185       |
| 3   | CAI Voleibol Teruel      | 7   | 6     | 2 (0)   | 4 (1)   | 11   | 13   | 0.846 | 535         | 543         | 0.985       |
| 4   | Radnički Kragujevac      | 0   | 6     | 0 (0)   | 6 (0)   | 2    | 18   | 0.111 | 365         | 498         | 0.733       |

Źródło: cev.lu
Punktacja: 3:0 i 3:1 – 3 pkt; 3:2 – 2 pkt; 2:3 – 1 pkt; 1:3 i 0:3 – 0 pkt
Zasady ustalania kolejności: 1. liczba punktów; 2. stosunek setów; 3. stosunek małych punktów; 4. bilans w bezpośrednich meczach
Wyniki spotkań
| Data       | Drużyna 1                | Wynik | Drużyna 2                | 1     | 2     | 3     | 4     | 5     | * |
| ---------- | ------------------------ | ----- | ------------------------ | ----- | ----- | ----- | ----- | ----- | - |
| 17.11.2010 | CAI Voleibol Teruel      | 2:3   | Bre Banca Lannutti Cuneo | 16:25 | 25:20 | 25:23 | 21:25 | 12:15 |   |
| 18.11.2010 | Radnički Kragujevac      | 1:3   | Noliko Maaseik           | 18:25 | 16:25 | 25:23 | 19:25 |       |   |
| 23.11.2010 | Noliko Maaseik           | 3:1   | CAI Voleibol Teruel      | 25:17 | 25:15 | 24:26 | 25:20 |       |   |
| 24.11.2010 | Bre Banca Lannutti Cuneo | 3:0   | Radnički Kragujevac      | 25:21 | 25:20 | 25:12 |       |       |   |
| 08.12.2010 | CAI Voleibol Teruel      | 3:0   | Radnički Kragujevac      | 25:17 | 25:16 | 25:15 |       |       |   |
| 08.12.2010 | Bre Banca Lannutti Cuneo | 3:0   | Noliko Maaseik           | 25:18 | 25:19 | 25:17 |       |       |   |
| 14.12.2010 | Noliko Maaseik           | 3:1   | Bre Banca Lannutti Cuneo | 25:22 | 15:25 | 25:18 | 25:23 |       |   |
| 15.12.2010 | Radnički Kragujevac      | 1:3   | CAI Voleibol Teruel      | 23:25 | 27:25 | 19:25 | 14:25 |       |   |
| 05.01.2011 | Radnički Kragujevac      | 0:3   | Bre Banca Lannutti Cuneo | 19:25 | 20:25 | 18:25 |       |       |   |
| 06.01.2011 | CAI Voleibol Teruel      | 1:3   | Noliko Maaseik           | 28:30 | 28:26 | 19:25 | 22:25 |       |   |
| 12.01.2011 | Noliko Maaseik           | 3:0   | Radnički Kragujevac      | 25:16 | 25:14 | 25:16 |       |       |   |
| 12.01.2011 | Bre Banca Lannutti Cuneo | 3:1   | CAI Voleibol Teruel      | 24:26 | 25:20 | 25:18 | 25:22 |       |   |

#### Grupa C
Tabela
| Lp. | Drużyna                  | Pkt | Mecze | Mecze   | Mecze   | Sety | Sety | Sety  | Małe punkty | Małe punkty | Małe punkty |
| Lp. | Drużyna                  | Pkt | M     | W (3:2) | P (2:3) | wyg. | prz. | ratio | zdob.       | str.        | ratio       |
| --- | ------------------------ | --- | ----- | ------- | ------- | ---- | ---- | ----- | ----------- | ----------- | ----------- |
| 1   | Jastrzębski Węgiel       | 11  | 6     | 3 (0)   | 3 (2)   | 14   | 9    | 1.556 | 541         | 509         | 1.063       |
| 2   | ACH Volley Bled          | 11  | 6     | 4 (2)   | 2 (1)   | 14   | 11   | 1.273 | 566         | 538         | 1.052       |
| 3   | Budvanska Rivijera Budva | 9   | 6     | 4 (3)   | 2 (0)   | 12   | 12   | 1.000 | 517         | 530         | 0.975       |
| 4   | Olympiakos SFP           | 5   | 6     | 1 (1)   | 5 (3)   | 9    | 17   | 0.529 | 553         | 600         | 0.922       |

Źródło: cev.lu
Punktacja: 3:0 i 3:1 – 3 pkt; 3:2 – 2 pkt; 2:3 – 1 pkt; 1:3 i 0:3 – 0 pkt
Zasady ustalania kolejności: 1. liczba punktów; 2. stosunek setów; 3. stosunek małych punktów; 4. bilans w bezpośrednich meczach
Wyniki spotkań
| Data       | Drużyna 1                | Wynik | Drużyna 2                | 1     | 2     | 3     | 4     | 5     | * |
| ---------- | ------------------------ | ----- | ------------------------ | ----- | ----- | ----- | ----- | ----- | - |
| 17.11.2010 | Budvanska Rivijera Budva | 3:0   | Olympiakos SFP           | 27:25 | 25:21 | 25:20 |       |       |   |
| 17.11.2010 | Jastrzębski Węgiel       | 1:3   | ACH Volley Bled          | 22:25 | 21:25 | 25:21 | 26:28 |       |   |
| 24.11.2010 | ACH Volley Bled          | 3:0   | Budvanska Rivijera Budva | 25:21 | 25:19 | 25:16 |       |       |   |
| 24.11.2010 | Olympiakos SFP           | 3:2   | Jastrzębski Węgiel       | 28:26 | 25:22 | 23:25 | 17:25 | 15:13 |   |
| 08.12.2010 | Budvanska Rivijera Budva | 3:2   | Jastrzębski Węgiel       | 25:20 | 28:26 | 23:25 | 24:26 | 16:14 |   |
| 08.12.2010 | Olympiakos SFP           | 2:3   | ACH Volley Bled          | 20:25 | 25:22 | 25:20 | 31:33 | 9:15  |   |
| 14.12.2010 | ACH Volley Bled          | 3:2   | Olympiakos SFP           | 25:20 | 25:21 | 23:25 | 23:25 | 15:11 |   |
| 15.12.2010 | Jastrzębski Węgiel       | 3:0   | Budvanska Rivijera Budva | 25:23 | 25:20 | 25:13 |       |       |   |
| 05.01.2011 | Jastrzębski Węgiel       | 3:0   | Olympiakos SFP           | 25:23 | 25:20 | 25:22 |       |       |   |
| 05.01.2011 | Budvanska Rivijera Budva | 3:2   | ACH Volley Bled          | 25:22 | 21:25 | 25:17 | 15:25 | 15:12 |   |
| 12.01.2011 | ACH Volley Bled          | 0:3   | Jastrzębski Węgiel       | 21:25 | 21:25 | 23:25 |       |       |   |
| 12.01.2011 | Olympiakos SFP           | 2:3   | Budvanska Rivijera Budva | 26:24 | 17:25 | 25:17 | 28:30 | 6:15  |   |

#### Grupa D
Tabela
| Lp. | Drużyna             | Pkt | Mecze | Mecze   | Mecze   | Sety | Sety | Sety  | Małe punkty | Małe punkty | Małe punkty |
| Lp. | Drużyna             | Pkt | M     | W (3:2) | P (2:3) | wyg. | prz. | ratio | zdob.       | str.        | ratio       |
| --- | ------------------- | --- | ----- | ------- | ------- | ---- | ---- | ----- | ----------- | ----------- | ----------- |
| 1   | PGE Skra Bełchatów  | 15  | 6     | 5 (0)   | 1 (0)   | 16   | 3    | 5.333 | 468         | 403         | 1.161       |
| 2   | Trentino BetClic    | 12  | 6     | 4 (1)   | 2 (1)   | 14   | 9    | 1.556 | 520         | 490         | 1.061       |
| 3   | VfB Friedrichshafen | 9   | 6     | 3 (1)   | 3 (1)   | 11   | 12   | 0.917 | 504         | 491         | 1.026       |
| 4   | Remat Zalău         | 0   | 6     | 0 (0)   | 6 (0)   | 1    | 18   | 0.056 | 365         | 473         | 0.772       |

Źródło: cev.lu
Punktacja: 3:0 i 3:1 – 3 pkt; 3:2 – 2 pkt; 2:3 – 1 pkt; 1:3 i 0:3 – 0 pkt
Zasady ustalania kolejności: 1. liczba punktów; 2. stosunek setów; 3. stosunek małych punktów; 4. bilans w bezpośrednich meczach
Wyniki spotkań
| Data       | Drużyna 1           | Wynik | Drużyna 2           | 1     | 2     | 3     | 4     | 5     | * |
| ---------- | ------------------- | ----- | ------------------- | ----- | ----- | ----- | ----- | ----- | - |
| 17.11.2010 | Remat Zalău         | 0:3   | PGE Skra Bełchatów  | 23:25 | 21:25 | 18:25 |       |       |   |
| 17.11.2010 | Trentino BetClic    | 3:2   | VfB Friedrichshafen | 18:25 | 25:18 | 23:25 | 25:22 | 15:10 |   |
| 24.11.2010 | VfB Friedrichshafen | 3:1   | Remat Zalău         | 23:25 | 25:19 | 25:15 | 25:11 |       |   |
| 24.11.2010 | PGE Skra Bełchatów  | 3:0   | Trentino BetClic    | 31:29 | 25:18 | 25:22 |       |       |   |
| 08.12.2010 | Remat Zalău         | 0:3   | Trentino BetClic    | 15:25 | 14:25 | 20:25 |       |       |   |
| 08.12.2010 | PGE Skra Bełchatów  | 3:0   | VfB Friedrichshafen | 25:22 | 25:21 | 25:21 |       |       |   |
| 12.12.2010 | VfB Friedrichshafen | 0:3   | PGE Skra Bełchatów  | 20:25 | 19:25 | 18:25 |       |       |   |
| 13.12.2010 | Trentino BetClic    | 3:0   | Remat Zalău         | 25:18 | 25:22 | 25:23 |       |       |   |
| 05.01.2011 | Trentino BetClic    | 3:1   | PGE Skra Bełchatów  | 25:23 | 25:23 | 21:25 | 25:16 |       |   |
| 06.01.2011 | Remat Zalău         | 0:3   | VfB Friedrichshafen | 23:25 | 21:25 | 22:25 |       |       |   |
| 12.01.2011 | VfB Friedrichshafen | 3:2   | Trentino BetClic    | 23:25 | 25:20 | 22:25 | 25:19 | 15:10 |   |
| 12.01.2011 | PGE Skra Bełchatów  | 3:0   | Remat Zalău         | 25:19 | 25:14 | 25:22 |       |       |   |

#### Grupa E
Tabela
| Lp. | Drużyna             | Pkt | Mecze | Mecze   | Mecze   | Sety | Sety | Sety  | Małe punkty | Małe punkty | Małe punkty |
| Lp. | Drużyna             | Pkt | M     | W (3:2) | P (2:3) | wyg. | prz. | ratio | zdob.       | str.        | ratio       |
| --- | ------------------- | --- | ----- | ------- | ------- | ---- | ---- | ----- | ----------- | ----------- | ----------- |
| 1   | Lokomotiw Biełgorod | 13  | 6     | 4 (0)   | 2 (1)   | 14   | 8    | 1.750 | 512         | 491         | 1.043       |
| 2   | Tours VB            | 12  | 6     | 5 (3)   | 1 (0)   | 16   | 9    | 1.778 | 585         | 560         | 1.045       |
| 3   | Sisley Treviso      | 7   | 6     | 2 (1)   | 4 (2)   | 11   | 15   | 0.733 | 587         | 604         | 0.972       |
| 4   | Fenerbahçe          | 4   | 6     | 1 (0)   | 5 (1)   | 7    | 16   | 0.438 | 522         | 551         | 0.947       |

Źródło: cev.lu
Punktacja: 3:0 i 3:1 – 3 pkt; 3:2 – 2 pkt; 2:3 – 1 pkt; 1:3 i 0:3 – 0 pkt
Zasady ustalania kolejności: 1. liczba punktów; 2. stosunek setów; 3. stosunek małych punktów; 4. bilans w bezpośrednich meczach
Wyniki spotkań
| Data       | Drużyna 1           | Wynik | Drużyna 2           | 1     | 2     | 3     | 4     | 5     | * |
| ---------- | ------------------- | ----- | ------------------- | ----- | ----- | ----- | ----- | ----- | - |
| 17.11.2010 | Lokomotiw Biełgorod | 2:3   | Tours VB            | 23:25 | 36:34 | 23:25 | 25:18 | 10:15 |   |
| 17.11.2010 | Fenerbahçe          | 2:3   | Sisley Treviso      | 23:25 | 25:20 | 26:28 | 25:23 | 11:15 |   |
| 25.11.2010 | Sisley Treviso      | 0:3   | Lokomotiw Biełgorod | 25:27 | 20:25 | 15:25 |       |       |   |
| 25.11.2010 | Tours VB            | 1:3   | Fenerbahçe          | 25:21 | 22:25 | 22:25 | 23:25 |       |   |
| 07.12.2010 | Lokomotiw Biełgorod | 3:0   | Fenerbahçe          | 26:24 | 25:23 | 25:19 |       |       |   |
| 08.12.2010 | Tours VB            | 3:2   | Sisley Treviso      | 24:26 | 27:25 | 19:25 | 25:22 | 18:16 |   |
| 16.12.2010 | Sisley Treviso      | 2:3   | Tours VB            | 25:20 | 23:25 | 23:25 | 29:27 | 14:16 |   |
| 15.12.2010 | Fenerbahçe          | 1:3   | Lokomotiw Biełgorod | 25:20 | 18:25 | 21:25 | 23:25 |       |   |
| 05.01.2011 | Fenerbahçe          | 0:3   | Tours VB            | 21:25 | 22:25 | 23:25 |       |       |   |
| 05.01.2011 | Lokomotiw Biełgorod | 3:1   | Sisley Treviso      | 25:20 | 19:25 | 25:20 | 25:21 |       |   |
| 12.01.2011 | Sisley Treviso      | 3:1   | Fenerbahçe          | 26:28 | 25:23 | 25:22 | 26:24 |       |   |
| 12.01.2011 | Tours VB            | 3:0   | Lokomotiw Biełgorod | 25:19 | 25:15 | 25:19 |       |       |   |

#### Grupa F
Tabela
| Lp. | Drużyna                   | Pkt | Mecze | Mecze   | Mecze   | Sety | Sety | Sety  | Małe punkty | Małe punkty | Małe punkty |
| Lp. | Drużyna                   | Pkt | M     | W (3:2) | P (2:3) | wyg. | prz. | ratio | zdob.       | str.        | ratio       |
| --- | ------------------------- | --- | ----- | ------- | ------- | ---- | ---- | ----- | ----------- | ----------- | ----------- |
| 1   | Dinamo Moskwa             | 14  | 6     | 5 (1)   | 1 (0)   | 16   | 7    | 2.286 | 545         | 506         | 1.077       |
| 2   | Knack Randstad Roeselare  | 10  | 6     | 4 (2)   | 2 (0)   | 13   | 11   | 1.182 | 536         | 513         | 1.045       |
| 3   | Hypo Tirol Volleyballteam | 7   | 6     | 2 (0)   | 4 (1)   | 6    | 13   | 0.462 | 499         | 522         | 0.956       |
| 4   | Panathinaikos AO          | 5   | 6     | 1 (0)   | 5 (2)   | 8    | 15   | 0.533 | 512         | 551         | 0.929       |

Źródło: cev.lu
Punktacja: 3:0 i 3:1 – 3 pkt; 3:2 – 2 pkt; 2:3 – 1 pkt; 1:3 i 0:3 – 0 pkt
Zasady ustalania kolejności: 1. liczba punktów; 2. stosunek setów; 3. stosunek małych punktów; 4. bilans w bezpośrednich meczach
Wyniki spotkań
| Data       | Drużyna 1                 | Wynik | Drużyna 2                 | 1     | 2     | 3     | 4     | 5     | * |
| ---------- | ------------------------- | ----- | ------------------------- | ----- | ----- | ----- | ----- | ----- | - |
| 17.11.2010 | Knack Randstad Roeselare  | 3:2   | Hypo Tirol Volleyballteam | 22:25 | 25:23 | 22:25 | 25:20 | 15:9  |   |
| 16.11.2010 | Panathinaikos AO          | 2:3   | Dinamo Moskwa             | 28:30 | 21:25 | 27:25 | 25:22 | 15:17 |   |
| 23.11.2010 | Dinamo Moskwa             | 3:1   | Knack Randstad Roeselare  | 17:25 | 25:18 | 25:23 | 25:20 |       |   |
| 25.11.2010 | Hypo Tirol Volleyballteam | 3:1   | Panathinaikos AO          | 25:17 | 30:32 | 25:17 | 25:17 |       |   |
| 08.12.2010 | Knack Randstad Roeselare  | 3:2   | Panathinaikos AO          | 25:17 | 25:16 | 21:25 | 20:25 | 15:9  |   |
| 09.12.2010 | Hypo Tirol Volleyballteam | 0:3   | Dinamo Moskwa             | 18:25 | 24:26 | 18:25 |       |       |   |
| 14.12.2010 | Dinamo Moskwa             | 3:1   | Hypo Tirol Volleyballteam | 25:21 | 25:20 | 23:25 | 25:15 |       |   |
| 14.12.2010 | Panathinaikos AO          | 3:0   | Knack Randstad Roeselare  | 25:23 | 25:16 | 25:23 |       |       |   |
| 04.01.2011 | Panathinaikos AO          | 0:3   | Hypo Tirol Volleyballteam | 23:25 | 25:27 | 30:32 |       |       |   |
| 05.01.2011 | Knack Randstad Roeselare  | 3:1   | Dinamo Moskwa             | 25:23 | 25:21 | 20:25 | 25:16 |       |   |
| 12.01.2011 | Dinamo Moskwa             | 3:0   | Panathinaikos AO          | 25:22 | 25:23 | 25:23 |       |       |   |
| 12.01.2011 | Hypo Tirol Volleyballteam | 0:3   | Knack Randstad Roeselare  | 26:28 | 20:25 | 21:25 |       |       |   |

### Faza play-off

#### Runda 12
| Data       | Drużyna 1                | Wynik | Drużyna 2           | 1     | 2     | 3     | 4     | 5       | * |
| ---------- | ------------------------ | ----- | ------------------- | ----- | ----- | ----- | ----- | ------- | - |
| 02.02.2011 | Bre Banca Lannutti Cuneo | 3:0   | Lokomotiw Biełgorod | 25:23 | 25:16 | 25:20 |       |         |   |
| 09.02.2011 | Bre Banca Lannutti Cuneo | 3:1   | Lokomotiw Biełgorod | 21:25 | 25:13 | 25:21 | 25:18 |         |   |
| 03.02.2011 | Tours VB                 | 3:2   | Dinamo Moskwa       | 20:25 | 18:25 | 25:19 | 25:23 | 15:6    |   |
| 08.02.2011 | Tours VB                 | 1:3   | Dinamo Moskwa       | 21:25 | 23:25 | 25:18 | 22:25 | (11:15) |   |
| 02.02.2011 | Knack Randstad Roeselare | 3:1   | PGE Skra Bełchatów  | 26:24 | 23:25 | 25:23 | 25:21 |         |   |
| 09.02.2011 | Knack Randstad Roeselare | 0:3   | PGE Skra Bełchatów  | 21:25 | 17:25 | 15:25 |       | (12:15) |   |
| 02.02.2011 | ACH Volley Bled          | 0:3   | Zenit Kazań         | 21:25 | 18:25 | 16:25 |       |         |   |
| 09.02.2011 | ACH Volley Bled          | 0:3   | Zenit Kazań         | 17:25 | 22:25 | 18:20 |       |         |   |
| 02.02.2011 | Generali Haching         | 3:1   | Jastrzębski Węgiel  | 25:22 | 25:20 | 20:25 | 25:19 |         |   |
| 08.02.2011 | Generali Haching         | 1:3   | Jastrzębski Węgiel  | 21:25 | 22:25 | 25:22 | 19:25 | (9:15)  |   |
| 01.02.2011 | Budvanska Rivijera Budva | 1:3   | Noliko Maaseik      | 29:27 | 21:25 | 22:25 | 20:25 |         |   |
| 08.02.2011 | Budvanska Rivijera Budva | 1:3   | Noliko Maaseik      | 18:25 | 25:23 | 17:25 | 26:28 |         |   |

#### Runda 6
| Data       | Drużyna 1                | Wynik | Drużyna 2      | 1     | 2     | 3     | 4     | 5       | * |
| ---------- | ------------------------ | ----- | -------------- | ----- | ----- | ----- | ----- | ------- | - |
| 02.03.2011 | Bre Banca Lannutti Cuneo | 1:3   | Dinamo Moskwa  | 25:21 | 22:25 | 22:25 | 22:25 |         |   |
| 10.03.2011 | Bre Banca Lannutti Cuneo | 3:1   | Dinamo Moskwa  | 25:22 | 23:25 | 25:17 | 25:17 | (11:15) |   |
| 02.03.2011 | PGE Skra Bełchatów       | 2:3   | Zenit Kazań    | 25:17 | 27:29 | 25:21 | 17:25 | 8:15    |   |
| 09.03.2011 | PGE Skra Bełchatów       | 3:1   | Zenit Kazań    | 25:22 | 17:25 | 25:23 | 25:19 | (11:15) |   |
| 01.03.2011 | Jastrzębski Węgiel       | 3:2   | Noliko Maaseik | 17:25 | 25:19 | 19:25 | 25:23 | 15:7    |   |
| 08.03.2011 | Jastrzębski Węgiel       | 0:3   | Noliko Maaseik | 12:25 | 16:25 | 23:25 |       | (17:15) |   |

### Final Four
|  |                    |                    |             |                   |   |                  |                  |       |
|  | Półfinały          | Półfinały          | Półfinały   |                   |   | Finał            | Finał            | Finał |
|  | Półfinały          | Półfinały          | Półfinały   |                   |   | Finał            | Finał            | Finał |
|  |                    |                    |             |                   |   |                  |                  |       |
|  |                    |                    |             |                   |   |                  |                  |       |
|  | Jastrzębski Węgiel | Jastrzębski Węgiel | 0           |                   |   |                  |                  |       |
|  | Jastrzębski Węgiel | Jastrzębski Węgiel | 0           |                   |   |                  |                  |       |
|  | Trentino BetClic   | Trentino BetClic   | 3           |                   |   |                  |                  |       |
|  | Trentino BetClic   | Trentino BetClic   | 3           |                   |   | Trentino BetClic | Trentino BetClic | 3     |
|  |                    |                    |             |                   |   | Trentino BetClic | Trentino BetClic | 3     |
|  |                    |                    | Zenit Kazań | Zenit Kazań       | 1 |                  |                  |       |
|  | Dinamo Moskwa      | Dinamo Moskwa      | Zenit Kazań | Zenit Kazań       | 1 | 0                |                  |       |
|  | Dinamo Moskwa      | Dinamo Moskwa      |             |                   |   |                  |                  |       |
|  | Zenit Kazań        | Zenit Kazań        | 3           |                   |   |                  |                  |       |
|  | Zenit Kazań        | Zenit Kazań        | 3           | Mecz o 3. miejsce |   |                  |                  |       |
|  |                    |                    |             |                   |   |                  |                  |       |
|  |                    |                    |             |                   |   |                  |                  |       |
|  |                    |                    |             |                   |   |                  |                  |       |
|  | Jastrzębski Węgiel | Jastrzębski Węgiel | 1           |                   |   |                  |                  |       |
|  | Jastrzębski Węgiel | Jastrzębski Węgiel | 1           |                   |   |                  |                  |       |
|  | Dinamo Moskwa      | Dinamo Moskwa      | 3           |                   |   |                  |                  |       |
|  | Dinamo Moskwa      | Dinamo Moskwa      | 3           |                   |   |                  |                  |       |

#### Półfinały
| Data       | Drużyna 1          | Wynik | Drużyna 2        | 1     | 2     | 3     | 4 | 5 | * |
| ---------- | ------------------ | ----- | ---------------- | ----- | ----- | ----- | - | - | - |
| 26.03.2011 | Jastrzębski Węgiel | 0:3   | Trentino BetClic | 16:25 | 25:27 | 22:25 |   |   |   |
| 26.03.2011 | Dinamo Moskwa      | 0:3   | Zenit Kazań      | 24:26 | 20:25 | 21:25 |   |   |   |

#### Mecz o 3. miejsce
| Data       | Drużyna 1          | Wynik | Drużyna 2     | 1     | 2     | 3     | 4     | 5 | * |
| ---------- | ------------------ | ----- | ------------- | ----- | ----- | ----- | ----- | - | - |
| 27.03.2011 | Jastrzębski Węgiel | 1:3   | Dinamo Moskwa | 25:23 | 22:25 | 16:25 | 21:25 |   |   |

#### Finał
| Data       | Drużyna 1        | Wynik | Drużyna 2   | 1     | 2     | 3     | 4     | 5 | * |
| ---------- | ---------------- | ----- | ----------- | ----- | ----- | ----- | ----- | - | - |
| 27.03.2011 | Trentino BetClic | 3:1   | Zenit Kazań | 25:17 | 20:25 | 25:23 | 25:20 |   |   |

#### Nagrody indywidualne
| Najlepszy zawodnik (MVP)             | Najlepszy punktujący           | Najlepszy atakujący               | Najlepszy blokujący               | Najlepszy zagrywający             | Najlepszy przyjmujący       | Najlepszy libero               | Najlepszy rozgrywający  |
| ------------------------------------ | ------------------------------ | --------------------------------- | --------------------------------- | --------------------------------- | --------------------------- | ------------------------------ | ----------------------- |
| Osmany Juantorena (Trentino BetClic) | Maksim Michajłow (Zenit Kazań) | Matej Kazijski (Trentino BetClic) | Aleksandr Abrosimow (Zenit Kazań) | Siergiej Tietiuchin (Zenit Kazań) | Péter Veres (Dinamo Moskwa) | Andrea Bari (Trentino BetClic) | Lloy Ball (Zenit Kazań) |

## Klasyfikacja końcowa
| Miejsce | Reprezentacja            |
| ------- | ------------------------ |
| złoto   | Trentino BetClic         |
| srebro  | Zenit Kazań              |
| brąz    | Dinamo Moskwa            |
| 4       | Jastrzębski Węgiel       |
| 5-7     | Bre Banca Lannutti Cuneo |
| 5-7     | Noliko Maaseik           |
| 5-7     | PGE Skra Bełchatów       |
| 8-13    | ACH Volley Bled          |
| 8-13    | Budvanska Rivijera Budva |
| 8-13    | Generali Haching         |
| 8-13    | Knack Randstad Roeselare |
| 8-13    | Lokomotiw Biełgorod      |
| 8-13    | Tours VB                 |